# 里貝爾城 (北卡羅萊納州)
里貝爾城（英語：Rebel City）是位於美國北卡羅萊納州桑普森縣的非建制地區。

## 地理
里貝爾城所處的海拔為高於海平面57米（即187英呎），而該地所採用的時區為UTC-5，即北美东部时区（EST）。同時該地設有夏令時間，為UTC-5調快一小時，即UTC-4（EDT）。